# Crystal Empire
Crystal Empire drugi je studijski album njemačkog power metal sastava Freedom Call. Album je objavljen 22. siječnja 2001. godine, a objavila ga je diskografska kuća Steamhammer. Zadnji je album grupe sa Saschom Gerstnerom, koji se kasnije pridružio Helloweenu.

## Popis pjesama
Sve skladbe napisali su Chris Bay i Dan Zimmermann.
| 1.    | »The King of the Crystal Empire« | 0:32 |
| 2.    | »Freedom Call«                   | 5:33 |
| 3.    | »Rise Up«                        | 4:05 |
| 4.    | »Farewell«                       | 4:06 |
| 5.    | »Pharao«                         | 4:43 |
| 6.    | »Call of Fame«                   | 4:15 |
| 7.    | »Heart of the Rainbow«           | 4:36 |
| 8.    | »The Quest«                      | 7:35 |
| 9.    | »Ocean«                          | 5:10 |
| 10.   | »Palace of Fantasy«              | 4:48 |
| 11.   | »The Wanderer«                   | 3:46 |
| 49:09 |                                  |      |

## Zasluge
Freedom Call
- Chris Bay – vokali, gitara, klavijature
- Sascha Gerstner – gitara
- Ilker Ersin – bas-gitara
- Dan Zimmermann – bubnjevi

Gostujući glazbenici
- Mitch Schmitt - vokali
- Stefan Hiemer - bas-gitara (na pjesmi 4,6,7,9)
- Ferdy Doernberg - klavir (na 8. pjesmi), vokali (zbor)
- Olaf Senkbeil - vokali (zbor)
- Janie Dixon - vokali (zbor)

Ostalo osoblje
- Charlie Bauerfeind - produciranje, snimanje, inženjering, miksanje
- Dan Zimmermann - produciranje, miksanje
- Paul Raymond Gregory - omot albuma
- Axel Jusseit - fotografija
- Chris Bay - produciranje, snimanje, inženjering, miksanje
- Henjo Richter - dizajn